# フランク・ハミルトン・クッシング

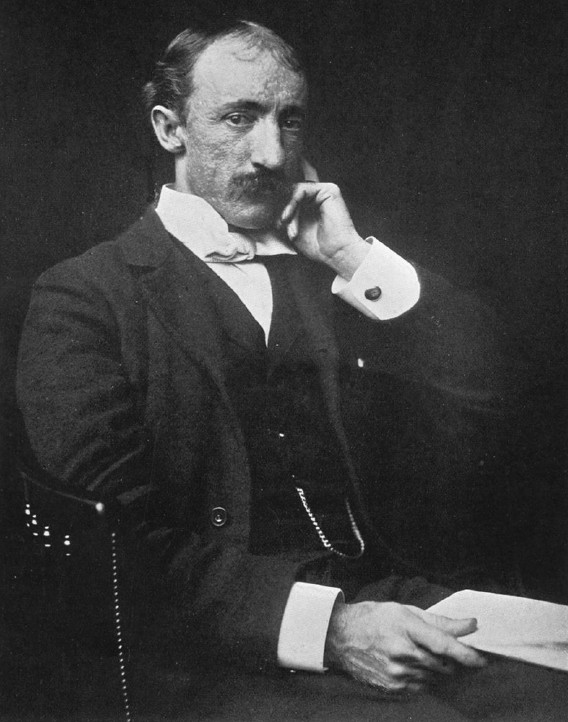
フランク・ハミルトン・クッシング

フランク・ハミルトン・クッシング（Frank Hamilton Cushing、1857年7月22日-1900年4月10日）はアメリカ合衆国の人類学者、民族学者。カッシングとも。
ニューメキシコのネイティブアメリカン・ズニ族のコミュニティに入り、ズニ族の文化について調査、研究を行った。

## 経歴
ペンシルベニア州生まれ。少年時代からネイティブアメリカンの遺物に興味を持ち、独学でフリントから矢じりなどを作る方法を会得した。17歳のときに最初の科学論文を発表し、19歳でワシントンD.C.の国立博物館の民族学部門の学芸員に任命された。
同館のジョン・ウェズリー・パウエルからニューメキシコへの調査隊に誘われ、ズニ族の集落を訪れた。ズニ族の文化に魅了されたクッシングは滞在の許可を得て、1879年から1884年までズニ族と一緒に暮らした。宗教的指導者に師事し、秘儀に携わるまでになった。
1882年にクッシングはズニ族6人とともに8か月の東部旅行に出掛けた。一行は各地でズニ族の儀礼の実演を行って人気を博した。

## 評価
ズニ族の神話や習俗などを詳細に報告しており、人類学にいう参与観察の先駆的な業績と言える。

## その他
作家きだみのるは恩方村（現八王子市）を舞台にした著書『気違い部落周遊紀行』で、自身と村の住民の関係をクッシングとズニ族のそれになぞらえている。きだは『未開社会の思惟』の訳者・山田吉彦その人である。

## 著作
邦訳書はない。
- "Zuni Creation Myths"
- "Zuni Coyote Tales"
- "Zuni Fetishes"
- "Zuni Folk Tales"

## 文献
- リュシアン・レヴィ＝ブリュール『未開社会の思惟』山田吉彦訳、岩波文庫（上下）1953年、復刊1991年・2003年 - クッシングに多くの言及をしている。（本書ではカッシング、ツニ族と表記されている）